# Manuel Ciríaco de Jesus
Manuel Ciríaco de Jesus, conhecido pelo dijina Tateto Neludiamungongo, (8 de agosto de 1892 — 4 de fevereiro de 1965), foi um sacerdote de candomblé e o fundador do Terreiro Tumba Junçara (Angola Banto) em 1919. iniciado em 13 de junho de 1910 por Maria Neném e Manoel Bernardino da Paixão.
Teve como seu irmão de esteira Manoel Rodrigues do Nascimento (Cambambe sua Dijina e fundador do Cupapa-Unsaba ,"Congo")